# National Women's Soccer League 2019
Navigation
NWSL 2018 NWSL 2020
La National Women's Soccer League 2019 est la 7e édition de la National Women's Soccer League.
La ligue est composée de neuf équipes qui s'affrontent trois fois, chaque équipe joue 12 fois à domicile et 12 fois à l'extérieur soit 24 matchs au total. Les quatre premiers participent aux Play-Offs pour déterminer le champion lors d'une finale prévue le 26 octobre 2019. En raison de la Coupe du monde féminine de football 2019, la ligue fera une pause de deux semaines début juin.
Le club de Courage Caroline du Nord défend son NWSL Shield (champion de la saison régulière) et NWSL Championship (Titre de champion).

## Participants
Ce tableau présente les neuf équipes qualifiées pour disputer le championnat 2019. On y trouve le nom des clubs, le nom des entraîneurs et leur nationalité, la date de création du club, le nom des stades ainsi que la capacité de ces derniers.
L’équipe qui a joué en 2018 en tant que Reign FC de Seattle s’est installée à Tacoma et s’est renommée Reign FC.
| \| Utah Red Stars Pride Thorns Reign Sky Blue Spirit Courage Dash \| Localisation des clubs engagés dans le championnat. |
| Utah Red Stars Pride Thorns Reign Sky Blue Spirit Courage Dash                                                           |

| Nom du club              | Entraîneur        | DC   | Stade                | Capacité |
| ------------------------ | ----------------- | ---- | -------------------- | -------- |
| Orlando Pride            | Marc Skinner      | 2015 | Orlando City Stadium | 25 500   |
| Chicago Red Stars        | Rory Dames        | 2007 | SeatGeek Stadium     | 20 000   |
| Courage Caroline du Nord | Paul Riley        | 2017 | WakeMed Soccer Park  | 10 000   |
| Dash de Houston          | James Clarkson    | 2013 | BBVA Compass Stadium | 7 000    |
| Portland Thorns FC       | Mark Parsons      | 2012 | Providence Park      | 25 000   |
| Reign FC                 | Vlatko Andonovski | 2012 | Cheney Stadium       | 6 500    |
| Sky Blue FC              | Denise Reddy      | 2007 | Yurcak Field         | 5 000    |
| Washington Spirit        | Richie Burke      | 2012 | Maryland SoccerPlex  | 5 200    |
| Utah Royals FC           | Laura Harvey      | 2017 | Rio Tinto Stadium    | 20 213   |

- En raison des travaux d'agrandissement du stade Providence Park, Portland Thorns FC ne jouera son premier match à domicile que le 2 juin 2019.

## Compétition

### Classement
| Rang | Équipe                   | Pts | J  | G | N | P  | Bp | Bc | Diff |
| ---- | ------------------------ | --- | -- | - | - | -- | -- | -- | ---- |
| 1    | Courage Caroline du Nord | 28  | 15 | 8 | 4 | 3  | 30 | 15 | +15  |
| 2    | Portland Thorns          | 27  | 15 | 7 | 6 | 2  | 31 | 19 | +12  |
| 3    | Chicago Red Stars        | 26  | 15 | 8 | 2 | 5  | 26 | 19 | +7   |
| 4    | Reign FC                 | 23  | 14 | 6 | 5 | 3  | 13 | 15 | -2   |
| 5    | Washington Spirit        | 21  | 14 | 6 | 3 | 5  | 19 | 14 | +5   |
| 6    | Dash de Houston          | 19  | 16 | 5 | 4 | 7  | 16 | 26 | -10  |
| 7    | Utah Royals              | 18  | 14 | 5 | 3 | 6  | 11 | 14 | -3   |
| 8    | Orlando Pride            | 11  | 14 | 3 | 2 | 9  | 16 | 31 | -15  |
| 9    | Sky Blue                 | 9   | 15 | 2 | 3 | 10 | 10 | 16 | -6   |

### Play Off
Les quatre premiers se rencontrent en un seul match pour déterminer les deux finalistes, les équipes finissant aux deux premières places reçoivent à domicile. 
|  | Demi-finales                 | Demi-finales         |                              |   | Finale          | Finale          |
|  | Demi-finales                 | Demi-finales         |                              |   | Finale          | Finale          |
|  |                              |                      |                              |   |                 |                 |
|  | 20 octobre 2019              | 20 octobre 2019      |                              |   | 26 octobre 2019 | 26 octobre 2019 |
|  | 20 octobre 2019              | 20 octobre 2019      |                              |   | 26 octobre 2019 | 26 octobre 2019 |
|  | (1) Courage Caroline du Nord | 4                    |                              |   | 26 octobre 2019 | 26 octobre 2019 |
|  | (1) Courage Caroline du Nord | 4                    |                              |   | 26 octobre 2019 | 26 octobre 2019 |
|  | (4) Reign FC                 | 1                    |                              |   | 26 octobre 2019 | 26 octobre 2019 |
|  | (4) Reign FC                 | 1                    | (1) Courage Caroline du Nord | 4 |                 |                 |
|  | 20 octobre 2019              |                      | (1) Courage Caroline du Nord | 4 |                 |                 |
|  |                              | (2) Chicago Red Star | 0                            |   |                 |                 |
|  | (2) Chicago Red Star         | (2) Chicago Red Star | 0                            | 1 |                 |                 |
|  | (2) Chicago Red Star         |                      |                              | 1 |                 |                 |
|  | (3) Portland Thorns          | 0                    |                              |   |                 |                 |
|  | (3) Portland Thorns          | 0                    |                              |   |                 |                 |